# Andreas Bergmann
Andreas Bergmann (Steinfeld, 18 giugno 1959) è un allenatore di calcio ed ex calciatore tedesco, di ruolo centrocampista, tecnico dell'Altona 93.

## Carriera

### Giocatore
Bergmann ha giocato nella sua breve carriera nel Colonia II, nel Wuppertaler Sport-Verein, al Bonner SC e concluse giocando un'ultima stagione al Remscheid.

### Allenatore
A luglio del 1989 Bergmann iniziò la sua carriera da allenatore al Falke Steinfeld, dove rimase per 5 stagioni.
Nel 2001 a Bergmann fu affidato il compito di allenare la seconda squadra del St.Pauli.
3 anni dopo iniziò ad allenare la prima squadra del St.Pauli, dove rimase per 2 stagioni.
Nel 2019 è stato l'allenatore del Daytona SC, mentre dal 2020 allena l'Altona 93.